# Pyrocoelia praetexta
Pyrocoelia praetexta là một loài bọ cánh cứng trong họ Đom đóm (Lampyridae). Loài này được E. Olivier miêu tả khoa học năm 1911.